# 법무법인 예율
법무법인 예율은 대한민국의 로펌이다. 로스쿨 1기 변호사들의 주도로 2012년 9월 설립되었고, 2015년 법무법인(유한)예율로 개편되었다.
일반 민형사 사건 뿐 아니라 연비소송, 산후조리원 집단감염 등 집단소송에도 특화되어 있다.
최근 분양계약 해지에도 특화되어있다.

## 분사무소
- 주사무소 : 서울 서초구 서초대로 326 모인터빌딩 8층
- 성북 분사무소 : 서울 성북구 고려대로 2, 2층
- 서초 분사무소 : 서울시 서초구 서초동 1694-8 우민빌딩 5층
- 양천 분사무소 : 서울특별시 양천구 목동남로 93 양천빌딩
- 남양주 분사무소 : 경기 남양주시 경춘로466-1,4층(지금동,미금농협도농지점)
- 인천 분사무소 : 인천광역시 미추홀구 학익소로 49-10, 2층

## 같이 보기
- 대한민국의 로펌